# Cratere Helga
Helga  è un cratere sulla superficie di Venere.